# Mauléon (Deux-Sèvres)
Mauléon település Franciaországban, Deux-Sèvres megyében. Lakosainak száma 8585 fő (2022. január 1.). Mauléon Les Cerqueux, Cholet, La Tessoualle, Yzernay, Combrand, Nueil-les-Aubiers, La Petite-Boissière, Le Pin, Saint-Amand-sur-Sèvre, Saint-Pierre-des-Échaubrognes, Mortagne-sur-Sèvre, Saint-Laurent-sur-Sèvre és Treize-Vents községekkel határos.

## Népesség
A település népességének változása:
| Lakosok száma | 8414 | 8479 | 8499 | 8519 | 8533 | 8578 | 8623 | 8597 | 8585 |
|               | 2013 | 2015 | 2016 | 2017 | 2018 | 2019 | 2020 | 2021 | 2022 |